# Lepidotrigla deasoni
Lepidotrigla deasoni — вид скорпеноподібних риб з родини триглові (Triglidae). Поширений біля узбережжя Філіппін. Мешкає на піщаному дні на глибині до 119 м.